# Tatabányai Móra Ferenc Általános Iskola
Az 1947-ben Alsógalla, Felsőgalla, Bánhida és Tatabánya egyesüléséből létrejött fiatal város Tatabánya, az akkori belügyminiszter, Rajk László ösztönzésére megyeszékhelyi rangot kapott. Ekkor kezdték el Újvárost és a mostani Tatabányai Móra Ferenc iskolát építeni.

## Története
1952-ben félkész állapotban adták át az épületet, az egyik felén még politikai foglyok dolgoztak, a másikon már tanítottak. Az építést a KOMÉP végezte. Érdekes és nem mindennapi látvány lehetett az iskolában a fegyveres őrök és a rabok látványa. Ez utóbbiak zömében a KÖMI táborba hamis vádakkal elhurcolt ártatlan emberek voltak.
Németh Imre, akinek két unokája ennek az iskolának a tanulója, itt dolgozott az iskola építésénél. Olyan rabokkal kezdték el az építkezést, akik 1951. február 3-án érkeztek haza a Szovjetunióból. Egy évig tartott az építkezés. Volt egy betonozó, alapásó brigád, 2 kőműves brigád, 1 ács-állványozó brigád, 1 művezető, 1 építésvezető, 1 normázó. Ezek közül az alapásó-betonozó brigád 6 fős létszámmal rabokból állt.
A városi tanács Révai Józsefről akarta az iskolát elnevezni, de Sztálin halála után már élő politikusról nem nevezhettek el intézményeket, ezért az iskola „csak” az egyes számot kapta a köztudatban, hiszen meg kellett különböztetni a többi Újvárosban épült általános iskolától. Hivatalosan az iskola neve: Tatabánya Újvárosi Állami Általános Iskola.
Így ad hírt erről a sajtó 1952. augusztus 30-án: „Szeptember elejére befejezik Tatabánya-Újvárosban az új 8 tantermes iskola építését. Tatabánya-Újvárosban a 430 korszerű bányászlakás mellett elkészült a komárom megyei tanács székháza is, még az elmúlt héten megkezdte a tanács a beköltözést. Most újabb épületek építését fejezték be. A 108 személyes legényszálló, az építőipari szakiskola és tanulóotthon után szeptember elejére elkészül az új 8 tantermes, korszerű tornateremmel ellátott iskola is.”
Az iskola pedagógusai így emlékeznek ezekre az időkre:
Király Ernőné (Ida néni): „Az iskola új volt. Az egyre szaporodó házak ontották a gyerekeket. Az akkori igazgatót Kecskés Lajosnak hívták és igazgató elvtársnak kellett szólítani tanárnak, gyereknek egyaránt.. 1953-ban… az osztályok egy része sváb gyerekekből állt. Alig tudtak magyarul, mert a határszélről, Brennbergbánya környékéről telepítették ki őket, mert a hidegháború kellős közepén nem találtattak megbízhatónak. Gabi helyett Kapit írtak és így tovább. Hát nem szerették a magyart! Izzadságos munka volt a tanításuk, de ennek ellenére szeretettel gondolok vissza ezekre az időkre.”
Bukovecz Ferenc 1952-től gyerekként a „J” épületben lakott / ma az Előd vezér út/, a házuk előtt kisvasút ment, amin az építkezéshez építőanyagot hordtak. Az iskola előtt és mögött beépítetlen terület volt, a mai strand helyén meg csak egy rét. Királyné volt az osztályfőnöke, és Balatonszemesre jártak üdülni.
Stoffer Józsefné (Ella néni): „Az első időben az iskolának a kerítése se volt megépítve. Akkoriban itt nem volt se ház, se bolt, csak kukoricaföld. A kukoricaföld közepén egy szabadtéri mozi állt, az „O” épületből jól lehetett a vetítést látni. Az iskolának először csak a megyei tanács felőli része készült el, másik felét később építették hozzá. Eleinte elég kevés gyerek járt ide, de ahogy egyre több ember költözött ide, úgy növekedtek az osztálylétszámok. 40-50 gyerek járt egy osztályba. 1960-ban három műszakban tanítottunk. Első műszak 8-11-ig, a második 11-15-ig, a harmadik 15-19-ig tartott.”
Az 1952/53-as tanévben 10 tanerő 414 diákot oktatott. Az „őstantestület” névsora: Balahó Dénes, Heinrich Margit, Jurányi Ilona, Kecskés Lajos, Kecskés Lajosné, Kerékjártó Mihályné, Ludányi Mária, Ocskai Simon, Rubányi Ottó, Szekendi Margit.
A gomba módra szaporodó házak ontották a gyerekeket. Az ország szinte minden megyéjéből, sőt a történelmi Magyarország területéről: Erdélyből, Felvidékről is érkeztek Újvárosba családok, akik ide íratták be gyermeküket. Később görögök is bekerültek, akiket a polgárháború szele elűzött hazájukból, hogy itt Tatabányán találjanak munkát és szállást, és természetesen gyermekeiknek oktatást. Érdekesség, hogy hiába keresnénk a mai utcaneveket, hiszen ekkor még csak a lakótömbök betűjeleit olvashatjuk lakcímként, Kertvárosban is csak a házszámot. A gyerekek egy része a Barakksoron és a Fatelepen lakott. Külön osztályokba jártak a fiúk és a lányok, a koedukáció csak kísérleti jellegű volt. 1954-ben már 25 főből állt a tantestület és a munkaterv tanúsága szerint: „Már most túlzsúfoltság van az I.-osztályban.” Ekkor az iskolához tartozott az újvárosi óvoda is, beindult két csoporttal a napközi otthon, 1954. november 1-jétől önálló konyhával. Működött magyar, biológia, tánc szakkör, beindult a sportkör és a Bányász sportkörrel „karöltve” vívószakosztály egy fiú és egy lány csapattal.
A felnőttek közül sokan fejezték be az általános iskolát esti tagozaton, „gyorstalpalókon”, ahol egy év alatt két évet is el lehetett végezni. Így történhetett, hogy Tatabánya első polgármestere, Andó Gyurka Ferenc is ebben az intézményben végezte el 47 évesen az általános iskola 5-6. osztályát.
Újváros jelentősen fejlődött 1956-ig, megépült több mint 2 ezer lakás, a megyei tanács székháza, egy 150 férőhelyes óvoda, két bölcsőde, anya- és csecsemővédő intézet, iparitanuló iskola a hozzátartozó kollégiummal, a megyei rendőrkapitányság székháza és egy kilenc üzletből álló kereskedelmi hálózat. Ekkor még hiányzott a mozi, könyvtár, a strand és a sporttelep. Az ide költözőknek ez az egyetlen iskola állt rendelkezésére ebben a városrészben.
Az első időszakban, a 2. számú általános iskola megépítéséig, hatalmas létszámokkal működött az intézmény, egy időben a felnőttképzésnek is helyet adott, a Dolgozók Önálló Általános Iskolájának csoportja is itt tevékenykedett.1961-ben 67 pedagógus 1867 gyermeket nevelt! Ekkor vált szükségessé a három műszak bevezetése a 2. számú iskola megnyitásáig. 1967. szeptember 1-jéig a Kisegítő Iskola igazgatósága is itt működött.
A zsúfoltság ellenére a falusi jellegű iskolákkal szemben az intézmény mintaként szolgált sokáig, hiszen míg a másik iskolában szenes kályhákkal fűtöttek, itt már központi fűtés melengette a tanulókat, és a felszereltség városi hírnevű volt. 26 tanterem, 1 tornaterem, 1 előadóterem, 2 gyakorlati foglalkozás terem, úttörőszoba, kisdobos szoba, konyha, ebédlő állt rendelkezésre. A szocialista brigád mozgalomnak „köszönhetően” az iskola televíziókat kapott.
Díszes ünnepség keretében vette fel az iskola és az úttörőcsapat is Mező Imre nevét, akinek a szerepe a történészek között is vita tárgya az 1956-os eseményekben, és viselte egészen 1992-ig.
Így emlékezik Király Ernőné: „Az 1956-os év. Már év elején érezni lehetett: valami szokatlan van a levegőben. Én az irodalom óráimra bevittem az Irodalmi Újság számait és a nyolcadikosoknak felolvastam a Petőfi Kör híreit. Az osztály kétfelé szakadt. A zöm velem együtt izgult egy csodás változásért, amiben egy ország reménykedett, egy-két gyerek dühvel nézte az eseményeket. Amikor kitört a forradalom, széttépték az ártatlan orosz könyveket, örültek a sztrájkoknak, a tanítás szüneteltetésének, de ők voltak azok is, amikor az iskola új nevének felvételekor a mártírnak mondott Mező Imre özvegyét vendégül látták, sírtak, sajnálták a kis árvákat. Ilyen a történelem.”
Dolgozók Lapja 1957. május 11.: „Úttörő pajtások! Őrizzétek becsülettel azt a nevet, melyet csapatotok a jövőben viselni fog. Őrizzétek meg olyan tisztán, ahogyan azt tulajdonosa – Mező Imre – megőrizte a párt, a nép, a haza, a családja, a ti számotokra. Szeressétek a hazát, szeressétek a népet!”… Az ünnepség véget ért, s Tatabánya-Újvárosban felhangzik a vezényszó: Mező Imre úttörőcsapat vigyázz! Zászlónak tisztelegj! S a teremben feszes vigyázzban áll a vörös-nyakkendős, könnyes szemű úttörőcsapat.”
Tatabánya Városi Tanács Végrehajtó Bizottsági jegyzőkönyv 1959. január 15.:
Iskola elnevezés. Előadó: Fürst József tanulmányi felügyelő
Fürst elvtárs előadja, hogy az Újvárosi Általános Iskola tantestület kéri, hogy az Újvárosi Általános Iskola a mártírhalált halt „Mező Imre” nevét vegye fel.
A fentieket azzal indokolja, hogy az iskola úttörőcsapata 1957. március hó 1-től a „Mező Imre nevet használja.
Kéri, hogy a végrehajtó bizottság a fenti iskola elnevezést fogadja el…”
„26/1959. sz. végrehajtóbizottsági határozat.
Tatabánya Városi tanács Végrehajtó Bizottsága egyhangúlag hozzájárul ahhoz, hogy az Újvárosi Általános Iskola a „Mező Imre nevet vegye fel.
Felelős: Fürst József tanulmányi felügyelő.
Határidő: Azonnal.
Az 1960-as években tanított iskolánkban Mezey Katalin – későbbi írónő –, aki a „Zöld vadon” című elbeszélés kötetének alapélményét, amelyet számára elsősorban kudarcként élt meg innen merítette. Az elbeszélés címe is ezt tükrözi: A két kudarc, amelyben a főszereplő a főiskolai, makarenkói elvekben csalódott tanárnő a „szocialista pedagógiai nagyüzemben”. „A Két kudarc arról szól, hogyha illúziókkal, tájékozatlan elképzelésekkel közeledünk embertársainkhoz, ostobán viselkedünk; sok szenvedést okozhatunk. Ha gyöngébbekkel kerülünk szembe, oktalanul megkínozzuk őket is, magunkat is, s ha tapasztaltabbakkal, erősebbekkel, éppoly oktalanul megkínoznak minket. Ugyanakkor figyelmeztetni is akar ez az írás korunk jellegzetes hitének, a nevelés, átnevelés túlértékeléseinek veszélyeire, hazugságaira.” (Mezey Katalin)
Az úttörőmozgalom ideológiai töltésétől eltekintve gondoskodott a gyerekek szabadidejének hasznos eltöltéséről. Számos versenyen, programon, táborozáson vettek részt a tanulók. Hagyománnyá vált egy időben a balatonakali tábor és a porvacseszneki kirándulás. Különleges alkalmak voltak a kulturális seregszemlék, ahol az iskola bábjátszói, énekesei, versmondói léptek fel. A papír és vasgyűjtés sem hiányozhatott a mozgalomból: 1961-ben például a Mező Imre és a Zrínyi Ilona úttörőcsapat 70 mázsa vasat gyűjtött, amit a Barátság kőolajvezeték építéshez ajánlott fel!
A sporteredmények terén is szép sikerek születtek, az iskola csapata eljutott az országos bajnokságig is. 1964-ben az úttörő labdarúgó bajnokságot 25:5-ös gólaránnyal(!) nyerte meg. 1968-ban a kézilabda megyei döntőjében 73 csapat között arattak diadalt a lányok, akik az Általános Iskolai Sport Tanács elnökétől, Kósa Istvántól vehették át a bajnoki érmeket. 1971-ben az Úttörő olimpián női kézilabda csapatunk, 1972-ben kézilabdacsapatunk szerezte meg az első helyet.
Az 1971-es „nagy csapat” az Úttörő Olimpián Miskolcon:
Különösen szép eredményeket ért el a többi diáksportolónk közül Mogyorósi Márta, aki az 1971-es Úttörő Olimpián távolugrásban és 60m-es futásban is a dobogó legfelső fokára állhatott, 1972-ben pedig a 2. lett távolugrásban. Ezért ebben az évben az „Év Úttörő Sportolója” címet nyerte el. Hasonlóan szép eredményeket ért el Juhász Zoltán atlétika ötpróba egyéni első helyezéssel 1983-ban, ekkor ő is ugyanazt a címet nyerte el, mint 11 évvel korábbi elődje.
A szocialista brigádmozgalomnak is köszönhetett valamit az iskola: a „Televíziót minden iskolának!” mozgalomban a tatabányai fodrász ktsz 1969 októberében tévét ajándékozott az iskolának. A ktsz elnöke Enyedi Gábor szerint, mivel a szövetkezet több dolgozójának gyereke a Mező Imre Iskola tanulója, ezért erkölcsi kötelességüknek érezték, hogy megajándékozzák az intézményt. Ideológiai tartalmától eltekintve ez a gesztus majdnem több, mint az adó 1%-ának felajánlása!
Egy másik mozgalomnak: „Az egy üzem, egy iskola” akciónak is hasznát látta az intézmény. A KIMÉV vállalta a jó tanulmányi eredményt elérő tanulóknak a könyvjutalom biztosítását; az iskolai kémia szertár üvegeszközeinek gyarapítását és javítását. A kőbánya az iskola udvarának karbantartásához a szükséges mennyiségű zúzott követ biztosította. A karbantartók a kőműves és festő munkák ellátásába segítettek be, és a bitumenes sportpálya előkészítésére is felajánlottak a vállalat dolgozói 100 óra társadalmi munkát. A politechnikai oktatáshoz selejt műanyag flakonokat ajánlottak fel, a KISZ-esek pedig egy rádiót ajándékoztak az iskolának. Cserébe az iskola vállalta a műsorok biztosítását és üzemlátogatást, hogy a vállalatnak legyen szakmai utánpótlása.
Az iskola felvette a kapcsolatot a bajai szovjet laktanyával, a tanárok és diákok nem a megszállót látták a katonákban és gyermekeikben, hanem egy másik kultúrát. A tanulóknak, de a tanároknak is élményben bőven volt részük: kóstolhatták a pirogot, ihattak szamovárban főtt teát, beszélgethettek orosz gyerekekkel és előfordult olyan is, hogy a Fegyveres Erők Napja alkalmából kalasnyikovval(!) lőhettek célba.
1975-ben rádiós, bélyeggyűjtő szakkörök működtek, és orosz ill. matematika tagozatos osztályokban lehetett tanulni.
A beiskolázási körzetek gyakran változtak intézményünk esetében is, előfordult, hogy dózsakerti gyerekek jártak ide, aztán a II. számú Újvárosi Általános Iskola megszűnése után az Újváros végéről is a gyerekek. Ezzel megnövekedett az iskolában a tanulási nehézségekkel és magatartási gondokkal küszködő, gyenge képességű tanulók száma, szükségessé vált kis létszámú osztályok indítása is.
A Rehabilitációs Gyermekotthonban is tanultak diákok, akiket az iskola pedagógusai okítottak. Ez a kapcsolat nem korlátozódott csak az oktatás szintjére, tanulóik is rendszeresen átjártak az intézménybe, ahol ünnepi műsorokkal, bábjátékos előadásokkal kedveskedtek a zömében mozgássérült gyermekeknek. Az egyik tanuló, Mezőberényi Eszter a mi iskolánk „Ki mit tud”-ján szerepelve került kapcsolatba Csepregi Éva művésznővel. Szabó Szonja, aki azóta már a lábbal és szájjal festő művészek egyike, a mi iskolánk (és természetesen Sebestyén András művésztanár) felfedezettje.
1985-ben jelentek meg az iskolában az első számítógépek, először még csak Commodore+4-es típusúak, amelyeket – minisztériumi ajándékként – a tanulók szakköri foglalkozás keretében kezeltek. Ezekkel terveztek egyszerű programokat, amelyek színesebbé tették például az ünnepeket: a karácsonyi ünnepség előtt 1986-ban a számítógép rajzolta ki az ünnepi fenyőágat és gyertyát és zenélte el a Kiskarácsonyt. A számítógépes park tovább bővült, pályázatok és vásárlás útján korszerűbb gépekkel.
1989 után az iskola „profilt” váltott, az orosz nyelv oktatása megszűnt, helyette a német és a francia nyelv vált választhatóan kötelezővé. (Ez utóbbi az érdeklődés hiánya miatt később megszűnt.) A nyelv oktatásához az iskola szótárakat és szakkönyveket nyert pályázaton.
Az igazgatóválasztás rendje is módosult: a tantestület szavazhatott ekkor már arról, hogy melyik igazgatójelölt pályázatát támogatja.
Sikerrel szerepeltek a tanulók az országos pályázatokon is. A Duna Televízió „Több szem többet lát” vetélkedőjén egy videó készüléket nyert a csapat, a könyvtárban működő filmklub pedig videokazettákat a modern filmalkotások közül a Pro Renovanda Cultura Hungariae alapítvány támogatásával.
Sok híressé vált nebuló koptatta itt az iskolapadot, például Nagy-Kálózy Eszter, Reviczky Gábor színművészek, Gossler Judit, Szabó Szonja képzőművész, Ladányi Andrea balettművész, Vörös Gyula, Saltzer Géza zenész, több híres sportoló, köztük Földi Csilla súlyemelő, Dala Tamás vízilabdázó, Kanyó Antal kézilabdázó, Király László súlyemelő.
A rendszerváltás után a tantestület -a szülők bánatos fájdalmai mellett- a diákság és önkormányzat egyetértésével az iskola 1992-ben Móra Ferenc nevét vette fel. A névváltást politikamentes vita kísérte, a szülők egy része nem értette meg, hogy miért kell a megszokott nevet felcserélni, több vitafórum után született meg a döntés. Móra Ferenc nevének felvétele mellett az szólt, hogy gyermekíró és műveiben a mi tanulóinkhoz hasonló elesett sorsú gyerekek életét mutatja be. A javaslatot Titkó Györgyné tette, és a tantestület demokratikus szavazással emellett voksolt.
24Óra, 1992. május 27. Mezőből Móra: Iskola-névadó Tatabányán
A tatabányai volt Mező Imre Általános Iskola háromnapos ünnepség keretében felveszi Móra Ferenc nevét. A hivatalos programok május 27-én, délután 4 órakor kezdődnek Móra Ferenc életét bemutató kiállítás megnyitójával. A kiállítást Monostori Imre, a Komárom-Esztergomi Könyvtár igazgatója nyitja meg. Az események május 28-án, 15 órától Móra Ferenc domborművének leleplezésével folytatódnak. Salló István fafaragó művész alkotását dr. Petrássy Miklós önkormányzati képviselő leplezi le. Ez alkalommal a tanulók munkáiból kiállítást rendeznek. Mindkét esemény színhelye az iskola földszinti aulája lesz. Május 29-én, 14 órától ünnepi gálaműsor lesz a Közművelődés Házában, ahol köszöntőt mond Czeglédy Csaba igazgató, valamint ünnepi beszédet tart Kósa László alpolgármester. Ez alkalommal ünnepélyesen átadják majd az iskola zászlaját és a névadó alkalmából alapított Móra-plaketteket.
A három napos ünnepségsorozat részeként a Móra Ferenc műveiből és életéből készült kiállítás a Tatabányai Múzeum munkatársai segítségével teremtődött meg, Fűrészné Molnár Anikó és munkatársai munkáinak köszönhetően. A névtábla avatónál az osztályok képviselői egy-egy szál virággal tisztelegtek a névadó emléktáblája előtt, és dr. Petrássy Miklós szép beszédében emlékezett meg az íróról.
A Közművelődés Házában az író életét bemutató műsor és az alpolgármesteri beszéd után került sor először a Móra-plakettek átadására, amely ekkor még „csak” erkölcsi elismerést jelentett.
Először mondták el az „újkor szellemében” az iskolapolgárrá avatás esküszövegét a kis elsősök és kaptak jelvényt és szalagot a nyakukba.
Később a hagyományok úgy módosultak pedagógusok esetében, hogy a plakett mellett anyagi elismerés is járt a dolgozóknak. A diákok számára a tantestület felajánlotta, hogy egy tanuló nyári táboroztatásának költségeit állja, aki a legtöbbet tette az iskoláért. Ekkor, 1993-ban a Közművelődés Házában egy táncos-zenés műsort adtak az iskola tanulói, a Padlás, a Kincskereső Kisködmön és Móra Ferenc életét bemutató részletekkel Bánszkyné Farkas Noémi rendezésében. A műsorban szerepelt az azóta a Geratti „top modellként” híressé vált Tomán Szabina és a később a „Barátok közt” sztárrá lett Kinizsi Ottó.
Itt hangzott el először az iskolapolgári eskü: „ Én,………., fogadom, hogy Móra Ferencnek, iskolánk névadójának hitvallásához hű leszek. Megbecsülöm a tudást, megbecsülöm nevelőimet, akik ezt a tudást átadják nekem. Megbecsülöm azt a lehetőséget, hogy én járhatok iskolába, hogy az én kötelességem még csak a tanulás. Megbecsülöm társaimat is, igyekszem betartani a szeretet törvényét az iskolában is. Nem irigykedem, nem bántok meg senkit, nem gúnyolódom, nem árulkodom, hanem türelmes leszek, jószívű és társaim sikerének is örülni fogok, mert Móra Ferenctől tudom: az élet szeretet. Én pedig szeretni fogom az embereket, felfedezem magamnak a természet titkait és megóvom környezetemet. Megismerem hazám történelmét, hogy tudjam ki vagyok én. Megkeresem a helyemet a világban és beleilleszkedem legjobb tudásommal. Megkeresem az utat embertől emberig, lélektől lélekig.”
Az iskola berendezéseinek nagy része elamortizálódott, a padok, a székek, az audiovizuális eszközök jelentős része elavult, használhatatlanná vált. A rendszerváltás idején az intézmény számára is kedvezőtlen forrás hiány jelentkezett, ezt az iskola pedagógusainak pályázatai a különböző alapítványokhoz próbálták ellensúlyozni. Így tett szert az iskola, például mini nyelvi laborra, túrázáshoz szükséges sátrakra, kerékpárokra.
Többször fenyegette az iskolát – a többi tatabányai iskolához hasonlóan – a bezárás illetve az összevonás veszélye, szerencsére ezt a sorsot -a fenntartó bölcs belátásának köszönhetően és a szülők aktív kiállása miatt – az intézmény elkerülte.
Ebben az időben nőtt meg a roma tanulók száma is iskolánkban, ennek hatására az iskola felvállalta a megyei vers- és prózamondó verseny, illetve rajzverseny megrendezését roma tanulók számára. Az iskola minigalériája kiállítási lehetőséget biztosított Farkas Ervin naiv cigány festőművész képeinek
is „ Bőröm barna, szívem tiszta fény” címmel.
A környezetvédelem és túrázás terén a korábbi hagyományokra építve szép sikereket ért el iskolánk az 1990-es évek közepétől. Tanulóink bekapcsolódtak a különböző természetvédelmi akciókba, a Föld Napján a Turuli-parkerdő kitisztításába, a Denevérestek megrendezésébe, a barlangász-tanfolyamokba, kirándulásokba, táborokba. Ez a folyamat napjainkban is tart, tanulóink ott voltak a madármegfigyelői versenyeken, „örökbe fogadták” a Galla-patakot, részt vesznek a savas eső- és zuzmó programban.
Boros János, aki iskolánk pedagógusaként számtalan túrára vitte a tanulókat 1991-ben lett az értelmetlen erőszak áldozata, emlékét azóta túrával őrizzük. A Vulkán Tömegsport Egyesülettel együttműködve az iskola „Rohamkukac” csapata országos 6. helyezést ért el a túraversenyben, de a legtöbb túrán képviselteti magát az iskola, sőt vízi túrákon és kerékpár túrákon szerezhettek élményeket nebulóink.
Az iskola sportélete is fejlődik, különösen szép eredményeket érnek el a gyerekek petanque versenyeken és teniszben, de ott vannak az asztalitenisz és a sakk és foci kupákon is. Vígh Judit 1993-ban a városi atlétikai versenyen első helyezést ért el. Különösen kiemelkedtek teljesítményükkel ökölvívásban a Karsai-testvérek: Levente serdülő magyar bajnok lett és diákolimpián első helyezést ért el 1999-ben, Feri sem maradt le mögötte, ő is ugyanazt az eredményt érte el, sőt még 2000-ben is! (Mind emellett e két testvér kiválóan focizott és eljutott Gödöllőre az iskola csapatával a „Körtánc” vetélkedő országos elődöntőjébe, ahol szlovák, görög, lengyel, ukrán és cigánytáncot is bemutattak!)
Különösen jó kapcsolat alakult ki a Tatabányai Múzeummal, a „Miénk a Múzeum!” rendezvénysorozatban az iskola magára vállalta az első házigazda szerepét és a versenyeken „aratott” az első helyezésekben. A gyerekek egy időben „besegítettek” a restaurátor műhely munkájába, részt vettek régészeti terepbejáráson a kertvárosi Ipari park helyén, és nyaranta egy hetes táborban kutathatják a Szelim-lyukat.
A népi tánc oktatása is beindult Hubay Győző SZOT-díjas koreográfus segítségével. A csoport nagy sikerrel mutatta be a Szigetközi táncokat a gyermeknapokon és a szüreti felvonuláson, a Székes táncot és Francia kulcs című kompozíciót az Európai Uniós Fesztiválon.
Ebben az időszakban alakultak ki azok a hagyományaink, amelyeket napjainkban is ápolunk.

## Hagyományaink 1992-től
- Móra Gála – Anyák Napjára, az iskolai „Ki mit tud”-on kiemelkedő teljesítményű produkcióból válogatás, ekkor kerül sor az első osztályosok iskolapolgárrá avatására és a Móra Emlékplakett átadására.
- Megyei prózamondó verseny megyei verseny 1-6. osztályos tanulóknak, iskolánként 3 tanuló jelentkezhet, általában áprilisi megrendezéssel.
- Rajzpályázat: Móra Ferenc műveinek illusztrációs rajzpályázata, a megye 1-8. osztályos tanulóinak.
- Sakkverseny: Városi megrendezésű, svájci rendszerű sakkverseny, 1-8. osztályosoknak, fiú és lány kategóriában.
- Boros János emléktúra: Minden év októberében megrendezett városi meghirdetésű gyalogtúra, kb. 10 km-es távú, a célban jutalomsorsolással. Boros János iskolánk pedagógusa, „Jolly Jokere” volt, számtalan túrára vitte magával a gyerekeket, ha kellett fizetéséből vett nekik fagyit, édességet. 1991-ben lett az értelmetlen erőszak áldozata.
- 1848 méteres emlékfutás az 1848/49-es forradalom és szabadságharc emlékére, március 15 előtti utolsó tanítási napon, a rendőrség biztosítja az útvonalat.
- Családi sportnap Minden hónap 2. szombatján az iskolai családok sportolhatnak, a részvételért pontokat kapnak, a verseny végén a legaktívabbak díjazásban részesülnek és a záróbulin mindenki jól szórakozhat.
- Csillagszóró városi verseny Karácsony előtt, minden tatabányai iskolából 1 alsós fiú és lány, 1 felsős fiú és lány vehet részt, a legügyesebbek és szociálisan hátrányos helyzetűek, a legrászorultabbak. Minden résztvevő ajándékot kap, a Pierre de Coubertin-i gondolat jegyében: „a részvétel a fontos”.
- Móra Kupa városi teremfoci bajnokság a téli szünetben 3 korcsoportban. Díjazás a szponzoroktól függően, a McDonalds támogatásával..
- Ifjúsági természetvédő és barlangász-tábor: a Gerecse Barlangkutató és Természetvédő Egyesülettel közösen megrendezett egyhetes nyári tábor a Gerecse hegységben.

## Igazgatók
- 1952-1953: Balahó Dénes
- 1953-1954: Kecskés Lajos
- 1954-1961: Ócsai Gyula
- 1961: Kulcsár Sándor
- 1962-1975: Hollós Sándor
- 1976-1987: Glavatity Márk
- 1988-1989: Szabó Józsefné
- 1990-2000: Czeglédy Csaba
- 2001-2009: Solymos Tiborné
- 2010-től összevonva a Dózsa György Általános Iskolával :Henyecz László
- 2011-től összevonva a Sárberki Általános Iskolával Krutilla Katalin